# Prins Bernhardtrofee

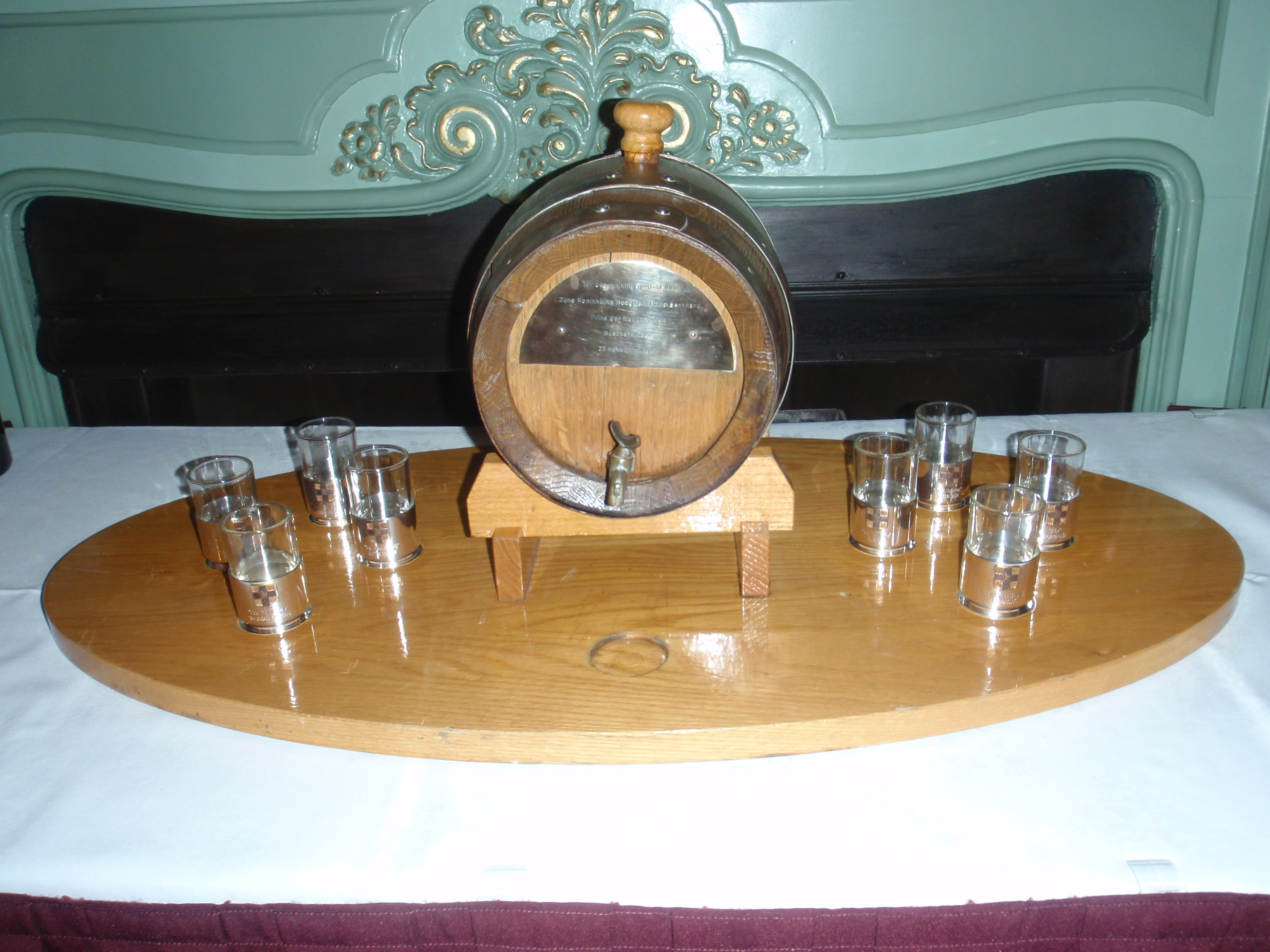
Prins Bernhardtrofee van 2010

De Prins Bernhardtrofee of Prins Bernhard Weerbaarhedentrofee (kortweg PBT of PBWT) is een jaarlijkse prijs voor de beste studentenweerbaarheid. De prijs is vernoemd naar Prins Bernhard, die tijdens zijn leven de beschermheer van de studentenweerbaarheden was. De jaarlijkse wedstrijd werd in 1998 in het leven geroepen, en de prijs wordt jaarlijks uitgereikt door de Inspecteur-generaal der Krijgsmacht, tijdens een borrel op het landgoed De Zwaluwenberg in Hilversum.

## Spelregels
Om de PBT te winnen, wordt een studentenweerbaarheid jaarlijks beoordeeld op drie punten:
- Militaire kennis en vaardigheden en de schietresultaten uit een schietwedstrijd;
- Presentatie en herkenbaarheid door het optreden naar buiten;
- Bevordering van de onderlinge band tussen de weerbaarheden.

Van de genoemde punten is de jaarlijkse schietwedstrijd tussen alle studentenweerbaarheden het belangrijkste onderdeel. Onder militaire kennis en vaardigheden vallen het participeren in activiteiten met het moederregiment, (zoals parachutespringen en het spelen van oefenvijand). Onder presentatie en herkenbaarheid valt de inzet bij activiteiten, zoals het lopen van de Nijmeegse Vierdaagse, het leveren van een bijdrage aan activiteiten rondom Nationale Dodenherdenking en bevrijdingsdag en de jaarlijkse deelname aan de erehaag van studentenweerbaarheden op het Binnenhof tijdens Prinsjesdag.
In de laatste jaren is er een onofficieel criterium bijgekomen, waarbij gekeken wordt naar 'interne ontwikkeling'. Een bepaalde groei, belangrijke interne stappen, of groeiende professionalisering worden op basis van de aangeleverde jaarverslagen meegenomen in de uitreiking van dat jaar.

## Winnaars
| Vereniging | Winst                                                | Opmerking             |
| --- | ---------------------------------------------------- | --------------------- |
| Koninklijke Utrechtsche Studenten Vereeniging tot Vrijwillige Oefening in den Wapenhandel (K.U.S.V.t.v.O.i.d.W.)                      | 1998, 2001, 2004, 2006, 2017                         |                       |
| Koninklijke Leidsche Studenten Vereeniging tot Vrijwillige Oefening in den Wapenhandel 'Pro Patria' (K.L.S.V.t.O.i.d.W. 'Pro Patria') | 2012                                                 |                       |
| Koninklijke Studenten Schietvereeniging (K.S.S.)                                                                                      | 1999                                                 |                       |
| Delftsche Studenten Weerbaarheid (D.S.W.)                                                                                             |                                                      |                       |
| Wageningsche Studenten Schietvereniging "Transvaal" (W.S.S. Transvaal)                                                                | 2024                                                 |                       |
| Rotterdamsche Studenten Schietvereniging "De Schutterij" (R.S.S. "De Schutterij")                                                     | 2009, 2016                                           |                       |
| Groningsche Studenten Schietvereniging 'Tyr' (G.S.S. 'Tyr')                                                                           |                                                      | Deed niet mee in 2007 |
| Enschedese Studenten Schietvereniging 'Ares' (E.S.S. 'Ares')                                                                          | 2008, 2014, 2022                                     |                       |
| Nijmeegsche Studenten Schiet Vereeniging 'Het Vendel' (N.S.S.V. 'Het Vendel')                                                         | 2023                                                 |                       |
| Haagsch Studenten Schutters Korps 'Pro Libertate' (HSSK 'Pro Libertate')                                                              | 2000, 2003, 2005, 2007, 2010, 2011, 2013, 2015, 2019 |                       |

Door verplaatsing van het uitreikingsmoment van de trofee in 2018 van medio november naar juni werd besloten dat jaar de trofee niet uit te reiken, omdat fundamentele zaken zoals de deelname aan Prinsjesdag en de Nijmeegse Vierdaagse nog niet waren geweest. Dat jaar had E.S.S. Ares wel de schietwedstrijd gewonnen.

## COVID-19
In de jaren 2020 en 2021 werd de PBWT niet uitgereikt, omdat de gronden waarop de prijs zou moeten worden uitgereikt, niet konden worden georganiseerd door de wereldwijde COVID-19 pandemie en de daarvoor ingevoerde coronamaatregelen.

## Kamervragen
Naar aanleiding van een artikel in de Leidse universiteitskrant over de Prins Bernhard Trofee van 2006 werden er de week erop Kamervragen gesteld. De PvdA vroeg zich naar aanleiding van het artikel af waarom studentenverenigingen op kosten van Defensie schietoefeningen mochten houden op militair terrein.
Zie ook: Weerbaar en Student · Weerbaarhedenlied · Prins Bernhardtrofee